# Monotagma spicatum
Espèce
Synonymes
- Calathea parkeri Poepp. & Endl.
- Ischnosiphon parkeri Körn.
- Ischnosiphon spicatus Körn.
- Maranta spicata Aubl. - Basionyme
- Monotagma parkeri (Roscoe) K. Schum.
- Phrynium parkeri Roscoe[1]

Monotagma spicatum est une espèce herbacée néotropicale appartenant à la famille des Marantaceae. 

## Histoire naturelle
En 1775, le botaniste Aublet propose la diagnose suivante : 

« MARANTA (ſpicata) foliis ovato-oblongis, ſubſalcaris ; culmo nudo ; floribus ſpicatis. »

« Les fleurs de cette eſpèce ſont blanches ; les ſpathes, qui les enveloppent, ſont fermes, coriaces ; la nervure longitudinale de la feuille ne va pas juſqu'à ſa pointe, ce qui fait que cette pointe eſt inclinée ſur un des côtés, & donne à la feuille la forme, à-peu-près, d'une ſerpe. 
Cette plante croît dans une forêt marécageuſe de la Guiane près de l'habitation de Madame de Gourgue. »